# トム・メイソン (フォーリング スカイズ)
トム・メイソン（Tom Mason）は、TNTのテレビドラマシリーズ『フォーリング スカイズ』でノア・ワイリーが演じるキャラクターである。『フォーリング スカイズ』はエイリアンの侵略により人類の90%が滅んだ後の世界を描く物語であり、メイソンはエイリアンと戦う生存者グループである第2連隊のリーダーの1人である。 
キャラクターはシリーズ発案者のロバート・ロダットによって創造された。ノア・ワイリーは以前に『ER緊急救命室』で共同したエグゼクティブ・プロデューサーのスティーヴン・スピルバーグの推薦により2009年にキャスティングされた。

## 作中での動向

### 第1シーズン
シリーズのオープニングで、エイリアンによる侵略により人類の90%が滅びたことが語られる。トム・メイソンはボストン出身の歴史学者であり、生存者の民間人と兵士によって構成されたマサチューセッツ市民軍第2連隊の副隊長に任命される。トムにはハル、ベン、マットという3人の息子がおり、妻のレベッカは侵略の初期段階で死亡した。シリーズ開始時点で次男のベンは6つ足のエイリアン「スキッター」によって捕らえられ、「ハーネス」を装着されたことによりマインドコントロールされて奴隷となっていた。トムは武器の調達中にジョン・ポープ（コリン・カニンガム）が率いるスカベンジャーのグループと遭遇する。スキッターたちとの戦闘後、ポープは渋々ながら第2連隊に加わる。
ベンが他の洗脳された子供達と共に病院に居ることがわかると、トムはハルと第2連隊隊長のダン・ウィーヴァー（ウィル・パットン）と共に作戦を練り、救出に成功し、ベンのハーネスが外される。後日トムは第3連隊の隊長でウィーヴァーの旧友であるテリー・クレイトン（ヘンリー・ツェニー）と出会う。テリーは子供達を安全だという彼のキャンプへ連れて行くが、実は彼のグループは自らの安全と引換えに子供を差し出す取引をスキッターとしていた。トムは裏切りがばれた後にハルに銃を向けたテリーを射殺する。
スキッターたちが主要都市に集まることが判明すると第2連隊はボストンのエイリアン基地への攻撃を決定し、トムたちは偵察へ出発する。偵察の過程でトムはスキッターは人型エイリアンの「オーバーロード」の指揮下で動いていたことを知る。トムは第2連隊が隠れる学校に残り、攻撃を仕掛けてきたエイリアンのロボット「メックス」を撃退した後、ボストンの戦闘に合流する。ポープが作ったロケットランチャーを使って基地に1発攻撃した後、トムは帰還するが、その道中でオーバーロード達に出会う。トムはベンをハーネスによる変化から救うため、彼らの誘いに乗って宇宙船に乗り込む。

### 第2シーズン
宇宙船でトムは拷問を受け、そしてオーバーロードから第2連隊の降伏と引換えに「ニュートラルゾーン」での平和な暮らしを提示されるが拒否する。トムは他に宇宙船に捕らわれていた人間たちと共に解放されるが、直後にメックスが発砲し、トム以外は全滅した。ボストンでの戦いから3ヶ月後、トムは第2連隊と再会するがベンに誤って撃たれてしまう。トムはアンの治療により回復するが、自分がマインドコントロールを受けていると考る。トムの目からは寄生エイリアンが発見され、除去される。

## キャスティング

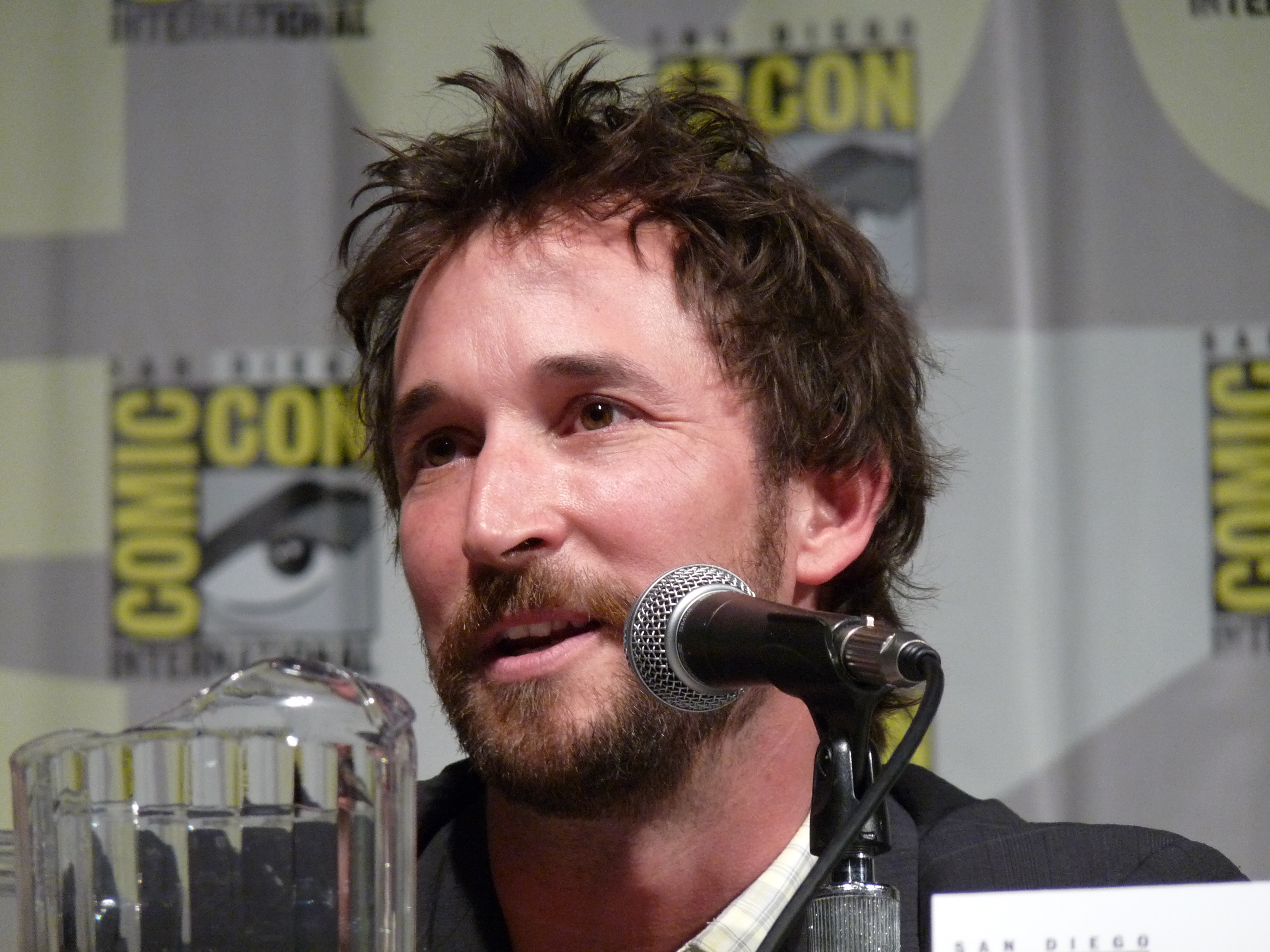
2010年のコミコン・インターナショナルでのプロモーション中のワイリー。

2009年6月、ノア・ワイリーがシリーズの主演を務めることが発表された。ワイリーは以前にもテレビ映画『ライブラリアン』でTNTと働いており、その後も同テレビ局の様々な番組の脚本が送られていた。ワイリーは本作を選んだ理由について「自分の子供たちに父親が“ヒーロー”を演じる姿を見せたい」と述べた。彼はまた、自身とキャラクターが関連する可能性があるために出演を決め、「私はトムの息子への献身に共感し、また彼の社会的義務の感覚を賞賛する」と述べた。スピルバーグは以前に彼の会社が製作したシリーズ『ER緊急救命室』にワイリーが出演してためにオファーした。彼は1998年の『プライベート・ライアン』でもワイリーの出演を希望していたが、スケジュールの都合により実現しなかった。

## 評価

### 受賞とノミネート
メイソンを演じたワイリーは第38回サターン賞でテレビ主演男優賞にノミネートされた。

### 参照エピソード
1. ↑  監督: カール・フランクリン、脚本: ロバート・ロダット (19 June 2011). "空から来た悪魔". フォーリング スカイズ. シーズン1. Episode 1. TNT。
2. ↑  監督: グレッグ・ビーマン、脚本: グレアム・ヨスト (19 June 2011). "敵か味方か". フォーリング スカイズ. シーズン1. Episode 2. TNT。
3. ↑  監督: フレッド・トーイ、脚本: ジョー・ワイスバーグ (10 July 2011). "作戦決行". フォーリング スカイズ. シーズン1. Episode 5. TNT。
4. ↑  監督: セルジオ・ミミカ＝ゲッザン、脚本: ジョエル・アンダーソン・トンプソン (17 July 2011). "忍び寄る影". フォーリング スカイズ. シーズン1. Episode 6. TNT。
5. ↑  監督: セルジオ・ミミカ＝ゲッザン、脚本: メリンダ・スー・テイラー (24 July 2011). "裏切り". フォーリング スカイズ. シーズン1. Episode 7. TNT。
6. ↑  監督: アンソニー・ヘミングウェイ、脚本: マーク・ヴァーヘイデン (31 July 2011). "敵の正体". フォーリング スカイズ. シーズン1. Episode 8. TNT。
7. ↑  監督: グレッグ・ビーマン、脚本: マーク・ヴァーヘイデン (7 August 2011). "決断のとき". フォーリング スカイズ. シーズン1. Episode 10. TNT。
8. ↑  監督: グレッグ・ビーマン、脚本: マーク・ヴァーヘイデン (17 June 2012). "3ヵ月後". フォーリング スカイズ. シーズン2. Episode 1. TNT。
9. ↑  監督: グレッグ・ビーマン、脚本: ブラッドリー・トンプソン & デヴィッド・ウェドル (17 June 2012). "寄生". フォーリング スカイズ. シーズン2. Episode 2. TNT。